# Bernardo Carnesecchi
Bernardo Carnesecchi (Firenze, 1398 – Firenze, 1452) è stato un politico, mercante e mecenate italiano.

## Biografia
Della famiglia dei Carnesecchi fiorentini, nacque a Firenze nel 1398. Era figlio di Cristofano di Berto di Grazino Durantis, e nipote di Zanobi e Paolo Carnesecchi.
Fu una personalità rilevante nel mondo mercantile e comunque influente dal punto di vista politico (membro della Parte Guelfa), un mercante i cui traffici si stendevano su buona parte dell'Europa che compare nel 1427 al catasto fiorentino come uno degli uomini più ricchi di Firenze.

### Carriera mercantile e bancaria
Non esistono studi specifici sui suoi traffici, sebbene venga citato in diversi testi sui commerci medioevali.
Proprietario anche di galere (cosa inconsueta per un mercante fiorentino) le sue imbarcazioni percorrevano la tratta tra Pisa, la Francia, la Spagna, e il Portogallo fino ad arrivare a Bruges e al mare del nord, trasportando varie mercanzie in conto proprio e per conto di altri mercanti.
In particolare in virtù dei contatti con la corte portoghese compare nel 1429 tra i contraenti il primo accordo commerciale tra la Repubblica fiorentina e il Regno del Portogallo: per i Fiorentini compare Rinaldo di Maso degli Albizi accompagnato dai comandanti di galera Bernardo Carnesecchi e Piero Vespucci. Si ampliarono con questo trattato i contatti tra il Regno del Portogallo e la Repubblica fiorentina, (visita degli ambasciatori portoghesi a Firenze per incontrare Paolo Dal Pozzo Toscanelli), portando Firenze ad occupare un ruolo storicamente importante nelle esplorazioni marinare del XV e XVI secolo.
Fin da giovanissimo, secondo gli usi di molti mercanti fiorentini, si occupò anche di operazioni bancarie. Già nel 1422 era titolare di un banco ad Avignone socio con Marco Bellacci e con l'erede di Vieri de' Medici.

### Studio fiorentino
Nel periodo 1430-1431, ancora sotto il regime oligarchico degli Albizi ebbe l'incarico di Ufficiale per lo Studio fiorentino (con lui anche Galileo di Giovanni Galilei).

### Carriera politica
Molto impegnato nella mercatura fu abbastanza disimpegnato politicamente. Era comunque assai amico con Cosimo il vecchio e nel 1449 ebbe l'onore di essere padrino di battesimo di Lorenzo de' Medici (il futuro Lorenzo il Magnifico).
Nel 1448 Cosimo che lo considerava un fedelissimo lo utilizzò nell'ufficio (fondamentale per il regime) di accoppiatore. La sua carriera politica nonostante gli impegni mercantili è di tutto rispetto e culmina nel 1451 con l'elezione a Gonfaloniere massima carica dello Stato fiorentino.
Il suo cammino politico si può sintetizzare:
- Console del mare nel 1436
- Nella Balia del 1438
- Vicario di Castro Anghiari nel 1438
- Nella Balia del 1444
- Console del mare nel 1446
- Priore nel 1447
- Gonfaloniere di giustizia nel 1451[14]

Ebbe l'onere e l'onore di accogliere come capo della Signoria, gli ambasciatori dell'imperatore bizantino Costantino XI Paleologo, quando questi essendo in viaggio verso Roma, si fermarono a Firenze per chiedere aiuti contro la continua aggressione dei Turchi.
Nello stesso 1451 ebbe l'incarico onorifico dalla Signoria di scortare attraverso i territori della Repubblica fiorentina Federico III imperatore del Sacro romano impero di passaggio per Firenze diretto a Roma per l'incoronazione.

### La morte
Bernardo è sepolto in santa Maria Maggiore a Firenze nella cappella da lui fondata nel 1449, ed ancor oggi esistente.
(Giuseppe Richa, Notizie istoriche delle chiese fiorentineLezione XXIII Della chiesa di Santa Maria Maggiore)

## Ruolo nella storia dell'arte: Tabernacolo Carnesecchi di Domenico Veneziano
Il suo nome è legato in modo particolare come committente di un'opera d'arte di Domenico Veneziano non più in Italia. Ora alla National Gallery di Londra il tabernacolo Carnesecchi, databile 1440 circa, è un'opera che rappresenta una Madonna in trono con il bambino e di cui sono rimasti anche altri frammenti: San Domenico e Sant'Antonio, con una prospettiva assai particolare. Decorava la volta di una nicchia sul muro esterno di uno dei palazzi Carnesecchi che delimitavano il quadrivio di vie che era denominato appunto canto dei Carnesecchi.
È inoltre ancora esistente come già ricordato la Cappella da lui fondata in Santa Maria Maggiore a Firenze, posizionata a sinistra dell'altare maggiore e sormontata nell'arcone dallo stemma della sua famiglia (da non confondersi con la cappella di Zanobi Carnesecchi presente nella stessa chiesa).

## La sua discendenza
Ebbe diversi figli tra cui si distinsero in modo particolare Andrea, progenitore di una linea senatoriale e Cristofano che divenne Gonfaloniere della Repubblica nel 1479.
L'armeggeria di Bartolomeo Benci messa in rima da Filippo Lapaccini importante episodio in cui l'oligarchia medicea lancia un segnale di disaccordo alla famiglia Medici) ne presenta alcuni:
E così stando tanta compagnia, senti' nuovo romor dell'altro amante, che novel Ganimede par che sia;

vago, leggiadro, bel, fermo e costante era Andrea Carnesecchi alto levato ritto in istaffe sopra 'l suo afferrante,

e da' suo be' sergenti è circundato:da Giulian Carnesecchi in sul sentiero, Giovan Ginor non l'ha dimenticato,

Pier Carnesecchi e Francesco di Piero che non era al seguirlo pigro o tardo, Filippo di Bernardo tanto altiero.

Era Andrea Carnesecchi più gagliardo col paggio innanzi e col caval coperto, adorno sì ch'a dir parrei bugiardo.
Spesso Andrea di Bernardo viene confuso con Andrea di Paolo.

## Omonimi
Bernardo era uno della ristretta gamma di nomi utilizzati dai Carnesecchi fiorentini.
Altri Bernardo Carnesecchi che possono esser ricordati e con cui non confonderlo sono:
- Bernardo di Francesco, che fu seguace del Savonarola e uno dei firmatari la petizione al Papa in favore del frate.
- Bernardo di Andrea, fatto conte da papa Leone X de Medici poi successivamente senatore del Granducato toscano.
- Da rammentare anche un Bernardo Carnesecchi di cui non si conosce la paternità, nel 1564 disegnò l'impianto primitivo dei giardini delle Tuileries, su ordine della regina Caterina di Francia.[30]